# Eredivisie 2001-02
La Eredivisie 2001-02 fue la 46.ª edición de la Eredivisie. El campeón fue el Ajax, conquistando su 20.ª Eredivisie y el 28.° título de campeón de los Países Bajos.

## Tabla de posiciones
| Pos | Equipo          | PJ | PG | PE | PP | Pts | GF | GC | DG  |                                                  |
| --- | --------------- | -- | -- | -- | -- | --- | -- | -- | --- | ------------------------------------------------ |
| 1   | Ajax 1          | 34 | 22 | 7  | 5  | 73  | 73 | 34 | 39  | Liga de Campeones                                |
| 2   | PSV             | 34 | 20 | 8  | 6  | 68  | 77 | 32 | 45  | Liga de Campeones                                |
| 3   | Feyenoord       | 34 | 19 | 7  | 8  | 64  | 68 | 29 | 39  | Liga de Campeones Tercera ronda de clasificación |
| 4   | sc Heerenveen   | 34 | 17 | 9  | 8  | 60  | 57 | 27 | 30  | Copa de la UEFA                                  |
| 5   | Vitesse         | 34 | 16 | 12 | 6  | 60  | 45 | 34 | 11  | Copa de la UEFA                                  |
| 6   | NAC             | 34 | 15 | 9  | 10 | 54  | 55 | 52 | 3   | Copa Intertoto Tercera ronda                     |
| 7   | FC Utrecht 1    | 34 | 14 | 9  | 11 | 51  | 60 | 51 | 9   | Copa de la UEFA                                  |
| 8   | RKC Waalwijk    | 34 | 14 | 6  | 14 | 48  | 49 | 44 | 5   |                                                  |
| 9   | NEC             | 34 | 13 | 6  | 15 | 45  | 38 | 59 | -21 |                                                  |
| 10  | AZ              | 34 | 12 | 7  | 15 | 43  | 43 | 45 | -2  |                                                  |
| 11  | Willem II       | 34 | 10 | 13 | 11 | 43  | 54 | 61 | -7  | Copa Intertoto Segunda ronda                     |
| 12  | FC Twente       | 34 | 10 | 12 | 12 | 42  | 41 | 41 | 0   |                                                  |
| 13  | Roda JC         | 34 | 11 | 8  | 15 | 41  | 33 | 45 | -12 |                                                  |
| 14  | De Graafschap   | 34 | 10 | 7  | 17 | 37  | 43 | 55 | -12 |                                                  |
| 15  | FC Groningen    | 34 | 10 | 7  | 17 | 37  | 40 | 59 | -19 |                                                  |
| 16  | FC Den Bosch    | 34 | 8  | 9  | 17 | 33  | 40 | 55 | -15 | 2                                                |
| 17  | Sparta          | 34 | 4  | 12 | 18 | 24  | 26 | 75 | -49 | 2                                                |
| 18  | Fortuna Sittard | 34 | 3  | 8  | 23 | 17  | 27 | 71 | -44 | Descenso a la Eerste Divisie                     |

PJ = Partidos jugados; PG = Partidos ganados; PE = Partidos empatados; PP = Partidos perdidos; Pts = Puntos; GF = Goles a favor; GC = Goles en contra; DG = Diferencia de goles
1 Ajax también ganó la  Copa de los Países Bajos, obteniendo así el  doblete. Ajax participará en la Liga de Campeones, entonces, el finalista FC Utrecht podría jugar en la Copa de la UEFA. 

2 FC Den Bosch y Sparta descienden después de perder los play-offs de descenso.

### Play-offs de ascenso y descenso
| Grupo A | Grupo A            | Grupo A | Grupo A | Grupo A | Grupo A | Grupo A | Grupo A | Grupo A | Grupo A |
| Equipo  | Equipo             | Pts     | PJ      | PG      | PE      | PP      | GF      | GC      | DG      |
| ------- | ------------------ | ------- | ------- | ------- | ------- | ------- | ------- | ------- | ------- |
| 1       | RBC Roosendaal     | 14      | 6       | 4       | 2       | 0       | 15      | 6       | +9      |
| 2       | FC Den Bosch       | 13      | 6       | 4       | 1       | 1       | 17      | 9       | +8      |
| 3       | FC Emmen           | 4       | 6       | 1       | 1       | 4       | 10      | 15      | -5      |
| 4       | Cambuur Leeuwarden | 3       | 6       | 1       | 0       | 5       | 8       | 20      | -12     |

| Grupo B | Grupo B          | Grupo B | Grupo B | Grupo B | Grupo B | Grupo B | Grupo B | Grupo B | Grupo B |
| Equipo  | Equipo           | Pts     | PJ      | PG      | PE      | PP      | GF      | GC      | DG      |
| ------- | ---------------- | ------- | ------- | ------- | ------- | ------- | ------- | ------- | ------- |
| 1       | Excelsior        | 10      | 6       | 3       | 1       | 2       | 10      | 8       | +2      |
| 2       | FC Volendam      | 9       | 6       | 3       | 0       | 3       | 10      | 14      | -4      |
| 3       | ADO Den Haag     | 8       | 6       | 2       | 2       | 2       | 13      | 9       | +4      |
| 4       | Sparta Rotterdam | 7       | 6       | 2       | 1       | 3       | 10      | 12      | -2      |

|  |                                                       |
|  | Ascenso a la Eredivisie después de los play-offs      |
|  | Descenso a la Eerste Divisie después de los play-offs |